# Szászfalvi László
Szászfalvi László (Makó, 1961. január 11. –) református lelkész, politikus, országgyűlési képviselő, államtitkár.

## Élete
A Debreceni Református Kollégium Gimnáziumában érettségizett 1979-ben. 1986-ban a Budapesti Református Teológiai Akadémián végzett.
1986-tól segédlelkész Csurgó-Alsokon, 1987-től választott lelkész ugyanott.
Felesége református segédlelkész. Három gyermekük született: Bence, Boglárka és Lenke.
Lányát, Szászfalvi-Farkas Lenkét a 2020. október 13-án nyílt genfi konzulátus konzuljának nevezték ki 2020 októberében.

## Politikusi pályája
1988-ban alapító tagja volt az MDF-nek, majd 1989. január 10-én az MDF csurgói szervezetének. 1990 októberében Csurgó polgármesterévé választották. 1993-1995 között az MDF Országos Választmányának tagja volt, 1995 után a Somogy megyei választmányban dolgozott.
1994-től a Somogy megyei Közgyűlés képviselője lett, ahol négy éven keresztül a Kisebbségi és vallásügyi bizottság elnöke volt.
1995 tavaszától az Alpok-Adria Munkaközösség kisebbségekkel foglalkozó munkacsoportját vezette. Hosszú évekig volt a Csurgó és Térsége Önkormányzati Területfejlesztési Társulás elnöke is.
1994 decemberben az MDF, a KDNP és az NDSZ közös támogatásával ismét polgármester lett. 1998 októberében harmadszorra is polgármesterré választották, ezúttal MDF-Fidesz-FKgP-támogatással. 2002. október 20-án ismét Csurgó város polgármestere lett, de december 19-én, a képviselő-testületen belüli feszültségek miatt lemondott erről a tisztségről. Lemondása ellenére 2006-ban ismét polgármesterré választották.
Az 1998-as országgyűlési választásokon MDF-Fidesz közös jelöltként szerzett mandátumot Somogy megye 5. számú választókerületében.
1998-2002 között frakcióvezető-helyettes, illetve az Önkormányzati bizottság és a Társadalmi szervezetek bizottságának tagja. 2002. áprilisban megvédte egyéni mandátumát választókerületében. Ebben a ciklusban az Országgyűlés Emberi jogi, kisebbségi és vallásügyi bizottságának elnökeként tevékenykedett. 2003. január 17-én a Keresztény Demokrata Fórum elnökévé választották.
2004. június 21-én csatlakozott a Lakitelek-munkacsoporthoz. 2004. szeptember 2-án az MDF frakcióvezetője négy másik képviselőtársával együtt kizárta a frakcióból, ezért független képviselőként folytatta munkáját. 2005. május 15-től belépett a Fidesz parlamenti frakciójába és azóta[mikor?] annak tagjaként dolgozik. 2006 májusában Fidesz-KDNP közös jelöltjeként megvédte egyéni mandátumát. 2006. május 30-tól a KDNP frakciójának tagjaként az Országgyűlés Emberi jogi, kisebbségi, civil- és vallásügyi bizottságának alelnökeként segítette a bizottság munkáját.
2010. április 11-én a választások első fordulójában 60,89%-os eredménnyel, negyedik alkalommal szerzett képviselői mandátumot Somogy megye 5. számú választókörzetében.
A második Orbán-kormány megalakulását követően, 2010. június 2-án Sólyom László államfő kinevezte a Közigazgatási és Igazságügyi Minisztérium államtitkárának. Feladata az egyházügyi, nemzetiségi és civil kapcsolatokért való felelősségvállalás.

## Művei
- Magyar ünnep. A Száraz-értől a Duna-partig; KDNP Országgyűlési Képviselőcsoportja, Bp., 2008 (Kereszténység és közélet)
- Magyar ünnep és közös jövő; Barankovics Alapítvány, Bp., 2011 (Kereszténység és közélet)
- Belső iránytű. Szászfalvi László országgyűlési képviselővel beszélget Lőrincz Sándor; Kairosz, Bp., 2015 (Miért hiszek?)